# 恒春半島

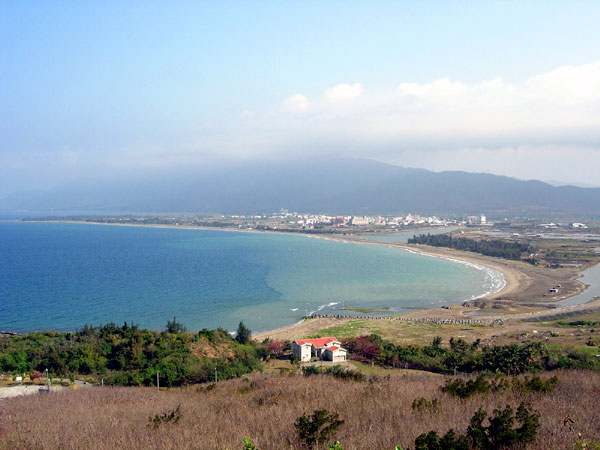
恒春半島西岸の車城郷付近の風景

恒春半島（こうしゅんはんとう/ホンチュン-はんとう）は台湾島南部に位置する半島。
屏東県に属する。
最南部には国立公園の墾丁国家公園があり、観光地としても有名である。
「恒春」と言う名称は「常に春のような」と言う意味であるが、気候帯区分では熱帯性気候に入る。そのために1月でも平均気温は20度を超える。また半島には雨季と乾季があり、夏（6月から10月）は雨季に入り、台風も多い。
半島へのアクセスは南廻線による陸路や海路のほか、恆春空港による空路もある。